# 2,6-二氟苯甲酸
2,6-二氟苯甲酸是一种酯类有机物，化学式为C7H4F2O2。它可由1,3-二氟苯和正丁基锂（或二异丙氨基锂）反应，再与二氧化碳反应制得。它和甲醇在硫酸催化下回流反应，可以得到2,6-二氟苯甲酸甲酯。